# ابردین، بخش پورتر، ایندیانا
ابردین، بخش پورتر، ایندیانا (به انگلیسی: Aberdeen, Porter County, Indiana) در ایالات متحده آمریکا با جمعیت ۱٬۸۷۵ نفر است که در ایندیانا واقع شده‌است.